# 大羅克鎮區 (阿肯色州普拉斯基縣)
大羅克鎮區（英語：Big Rock Township）是位於美國阿肯色州普拉斯基縣的一個行政鎮區。

## 地方資料
大羅克鎮區的面積為1124.47平方千米，當中陸地面積為1046.39平方千米，而水域面積為78.08平方千米。根據2010年美國人口普查的數據，當地共有人口219984人，而人口密度為每平方千米195.63人。